# Massimiliano Gentili
Massimiliano Gentili (Foligno, 16 september 1971) is een voormalig Italiaans wielrenner.

## Belangrijkste overwinningen
1996
- 5e etappe Ronde van Asturië

2004
- 4e etappe Bayern Rundfahrt

2005
- 5e etappe Ronde van Baskenland

## Resultaten in voornaamste wedstrijden
| Jaar | Ronde van Italië | Ronde van Frankrijk | Ronde van Spanje |
| ---- | ---------------- | ------------------- | ---------------- |
| 1996 |                  |                     | opgave           |
| 1997 | 23e              |                     | 29e              |
| 1998 |                  |                     | opgave           |
| 1999 | 50e              |                     |                  |
| 2000 |                  |                     | 9e               |
| 2001 | 22e              |                     | opgave           |
| 2002 |                  |                     |                  |
| 2004 |                  |                     |                  |
| 2005 |                  |                     |                  |
| 2006 |                  |                     |                  |

| Jaar | Milaan-San Remo | Amstel Gold Race | Luik-Bast.‑Luik | Ronde van Lombardije |
| ---- | --------------- | ---------------- | --------------- | -------------------- |
| 1996 |                 |                  |                 |                      |
| 1997 |                 |                  |                 |                      |
| 1998 | 161e            |                  |                 |                      |
| 1999 |                 |                  | 25e             |                      |
| 2000 |                 |                  |                 | 40e                  |
| 2001 |                 |                  |                 |                      |
| 2002 | 40e             |                  |                 |                      |
| 2004 |                 | 59e              | 93e             |                      |
| 2005 |                 |                  |                 | 9e                   |
| 2006 | 53e             |                  |                 |                      |